# NHK宮崎放送局
NHK宮崎放送局（エヌエイチケイみやざきほうそうきょく）は、宮崎県を放送対象地域とする日本放送協会（NHK）の地域放送局。テレビとラジオで県域放送を行っている。

## 沿革
- 1937年（昭和12年）4月19日 - 社団法人日本放送協会宮崎放送局開局。ラジオ第1放送開始[1]（コールサイン：JOMG）。当時は、宮崎市下水流町（現在の宮崎市鶴島）にあった[2]。
- 1950年（昭和25年）
  - 3月25日 - ラジオ第2放送開始。
  - 6月1日 - 放送法施行に伴い社団法人日本放送協会が解散。特殊法人としての日本放送協会が設立され一切の権利義務を継承。
- 1960年（昭和35年）7月1日 - 総合テレビ放送開始[1]。
- 1963年（昭和38年）12月1日 - 教育テレビ放送開始。
- 1964年（昭和39年）7月1日 - FM放送開始（本放送は1969年3月1日）。
- 1966年（昭和41年）3月22日 - カラーテレビ放送開始。
- 1967年（昭和42年）12月22日 - 放送会館を現在地（宮崎市江平西）に移転。
- 1971年（昭和46年）9月1日 - 地域カラーテレビ放送開始。
- 1977年（昭和52年）3月5日 - FMステレオ放送開始。
- 1985年（昭和60年）9月1日 - 緊急警報放送開始。
- 1986年（昭和61年）
  - 8月8日 - 音声多重放送開始（教育テレビは1991年3月20日）。
  - 11月29日 - 文字放送開始。
- 2000年（平成12年）4月3日 - 『いっちゃがラジオ』の前身番組である『いっちゃがスタジオ』放送開始。
- 2006年（平成18年）12月1日 - 地上デジタル放送開始。
- 2011年（平成23年）7月24日 - アナログ放送終了。
- 2018年（平成30年）春の改編より、土日祝日（年末年始も含む）のローカルニュース・気象情報などはテレビ・ラジオともに原則として選挙及び災害等を除き全て福岡からの九州沖縄ブロックニュースに一統され、宮崎からのローカルニュース・気象情報は平日のみとなった。その後、2022年（令和4年）度よりテレビの18:45枠のローカルニュース・気象情報は各局別に戻された[3]。但し、大型連休の谷間やお盆休み、年末年始期間は原則として引き続き福岡発、ラジオは原則として従来通り全時間帯で福岡発となる。
- 2023年（令和5年）
  - 4月1日 - 令和改革により、部制（放送部・営業推進部等）からセンター制に見直され、コンテンツセンター、経営管理企画センターへ再編された。
  - 5月15日 - NHKプラスで地域向けのテレビ番組の見逃し配信が開始[注 1][4]。

## 所在地
NHK宮崎放送局
〒880-8633 宮崎市江平西2丁目2-15

### 支局
延岡支局
〒882-0043 延岡市祇園町1-2-7 UMK祇園ビル204号
都城支局
〒885-0022 都城市小松原町10-4 都城NSプラザビル1F
日南支局
〒887-0012 日南市園田2-2-1 河野ビル203号

## チャンネルと周波数

### テレビ

#### デジタル放送

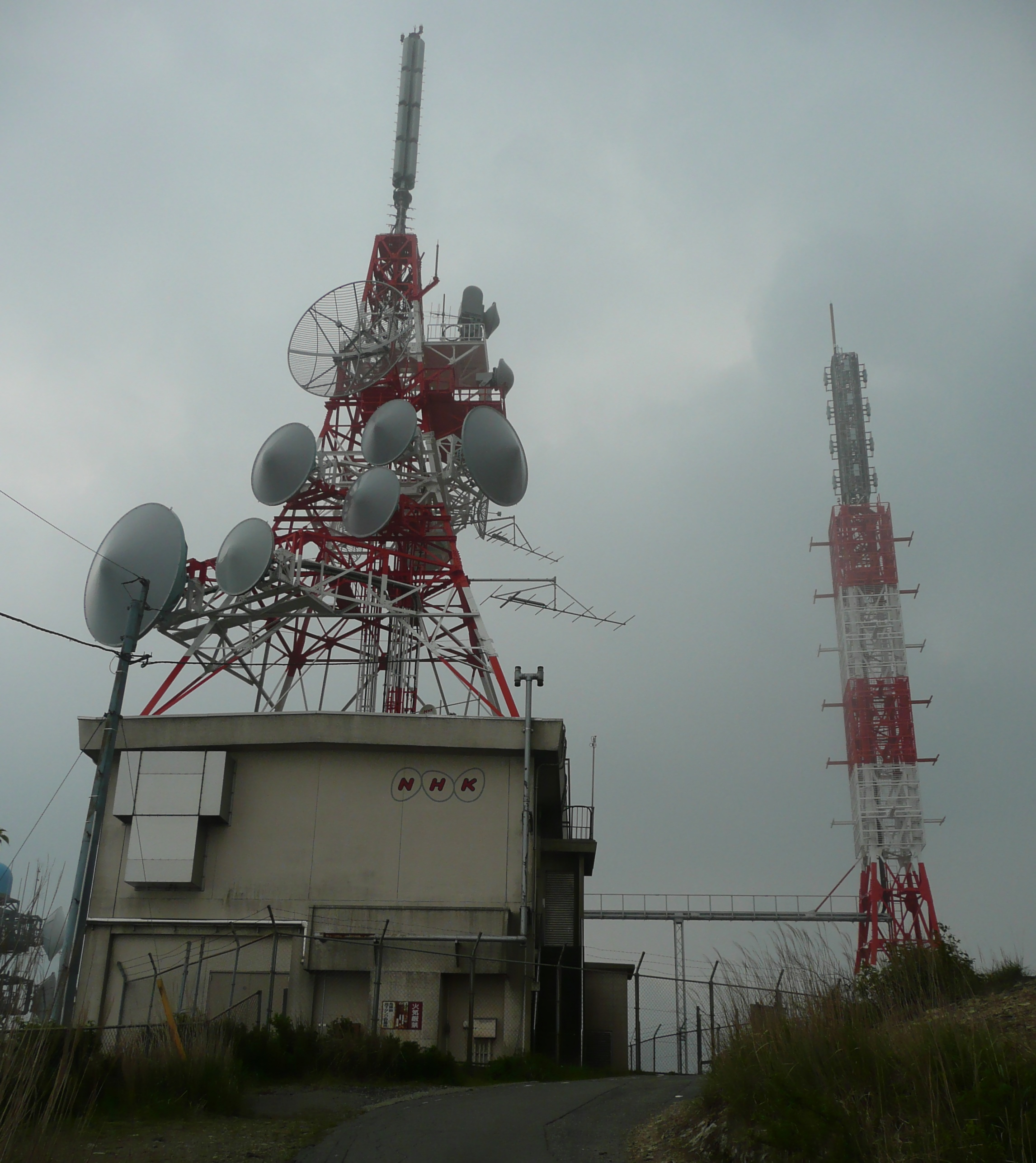
鰐塚山テレビ放送所（総合・教育・FM）

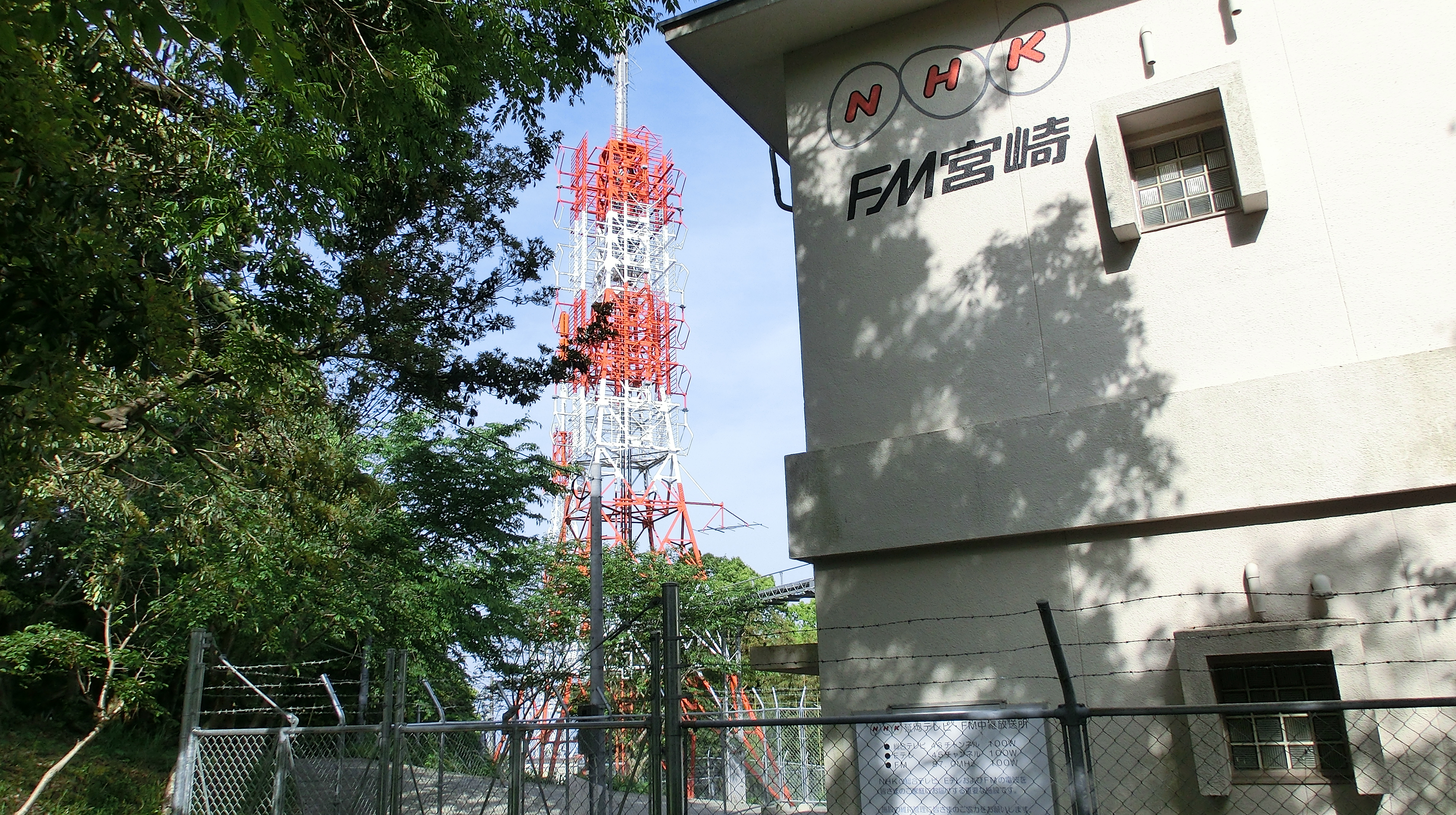
延岡テレビ・FM中継放送所（総合・教育・FM）
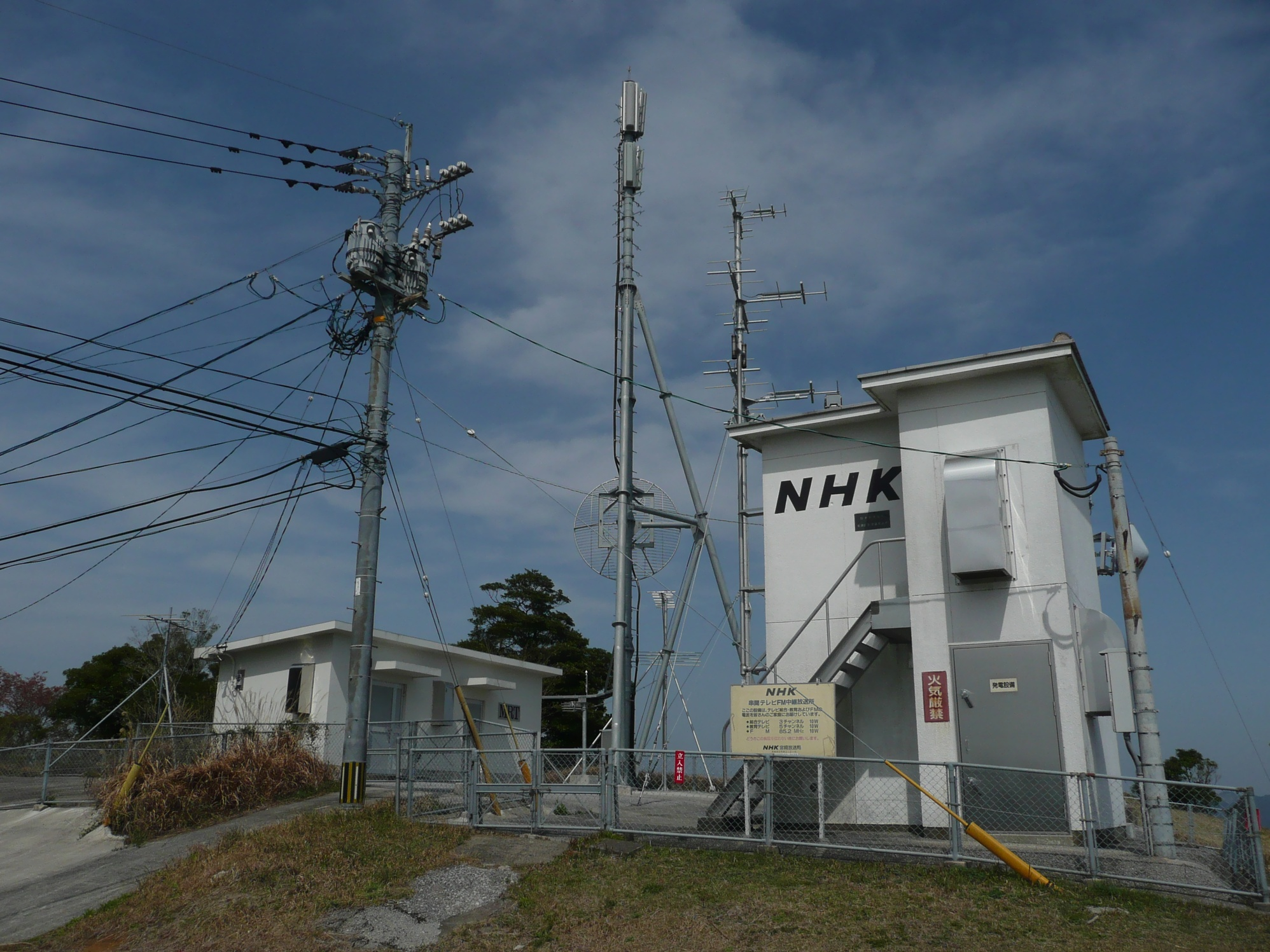
串間中継局（2009年）
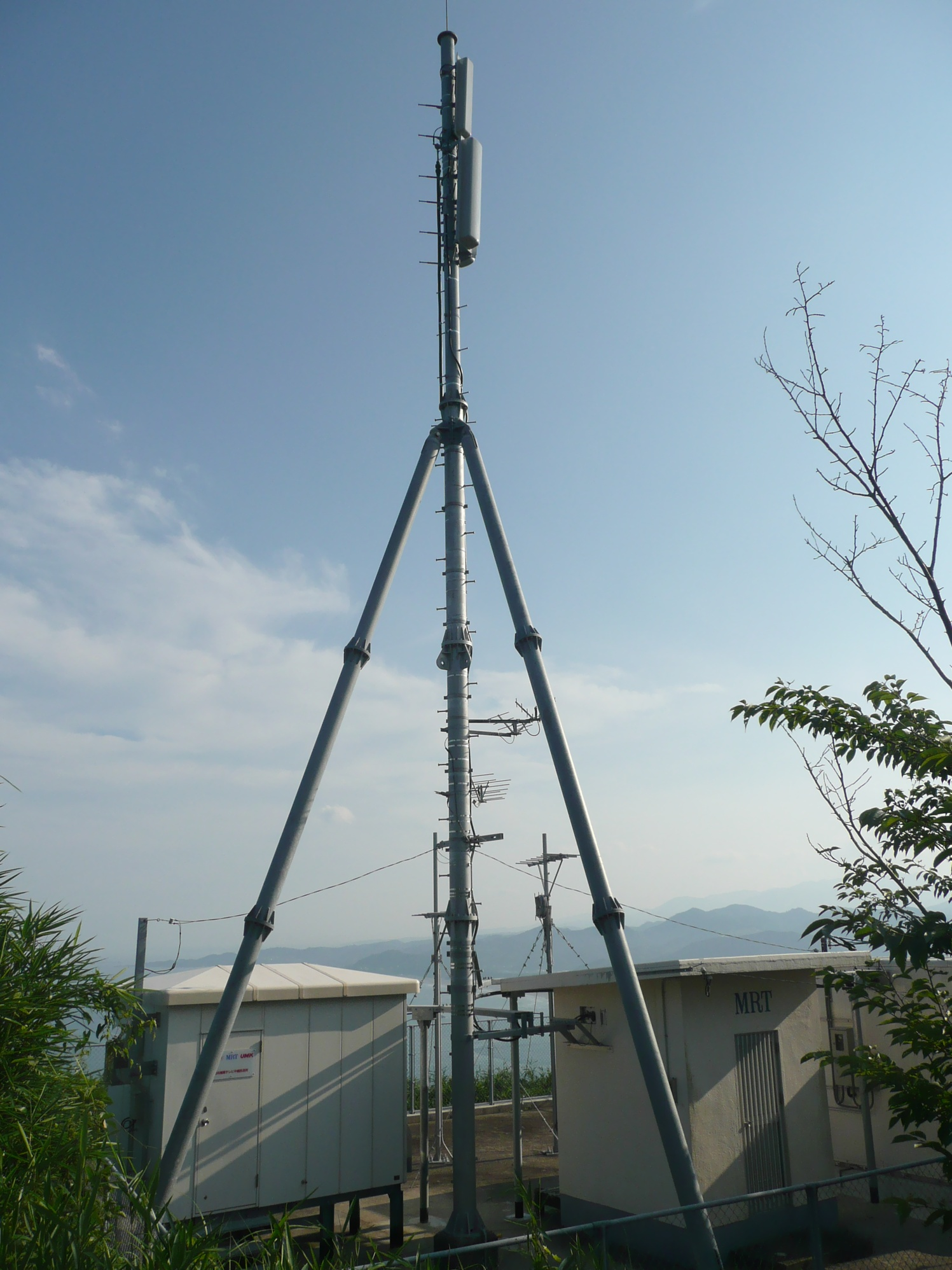
日向中継局
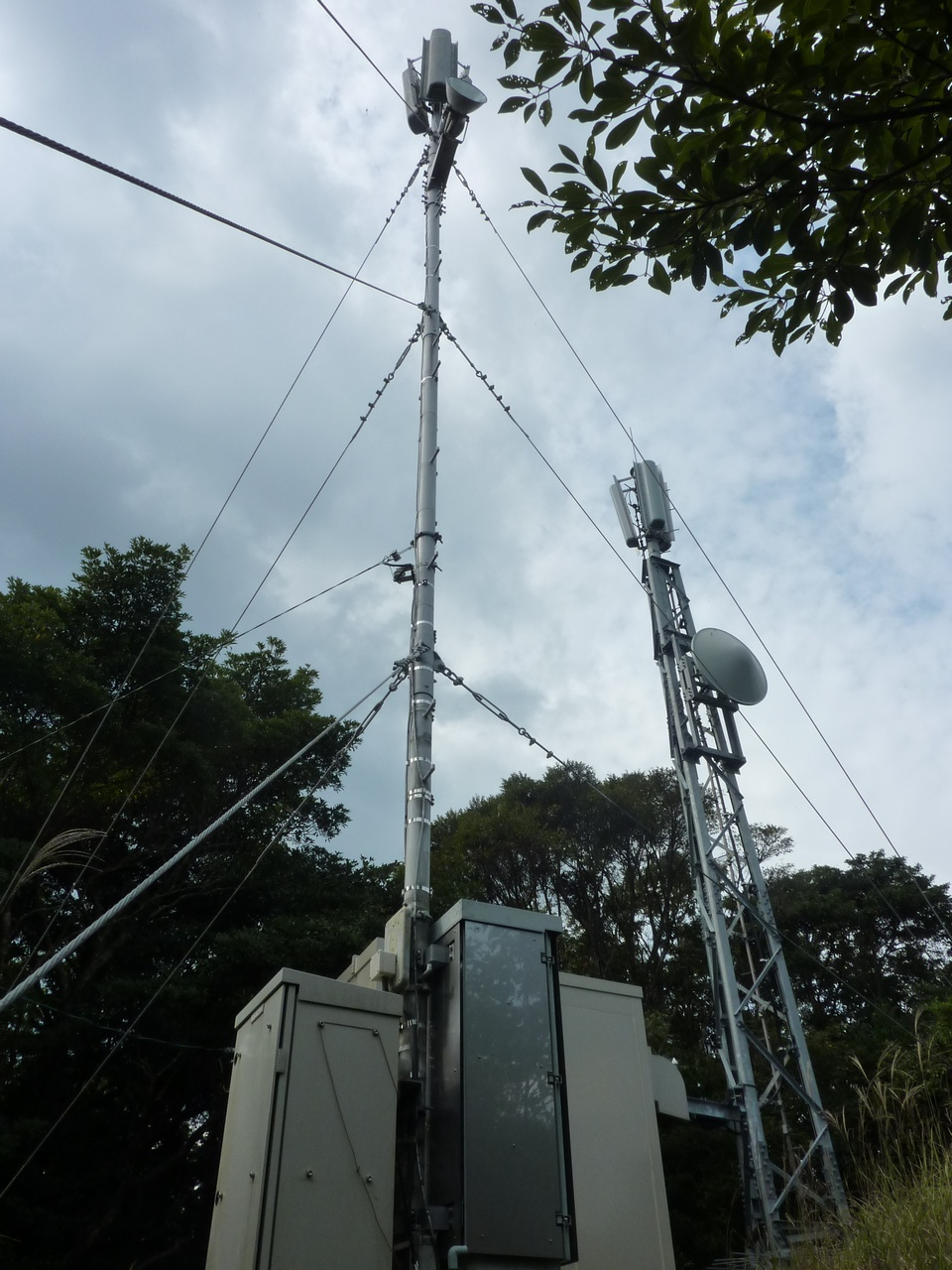
真幸中継局
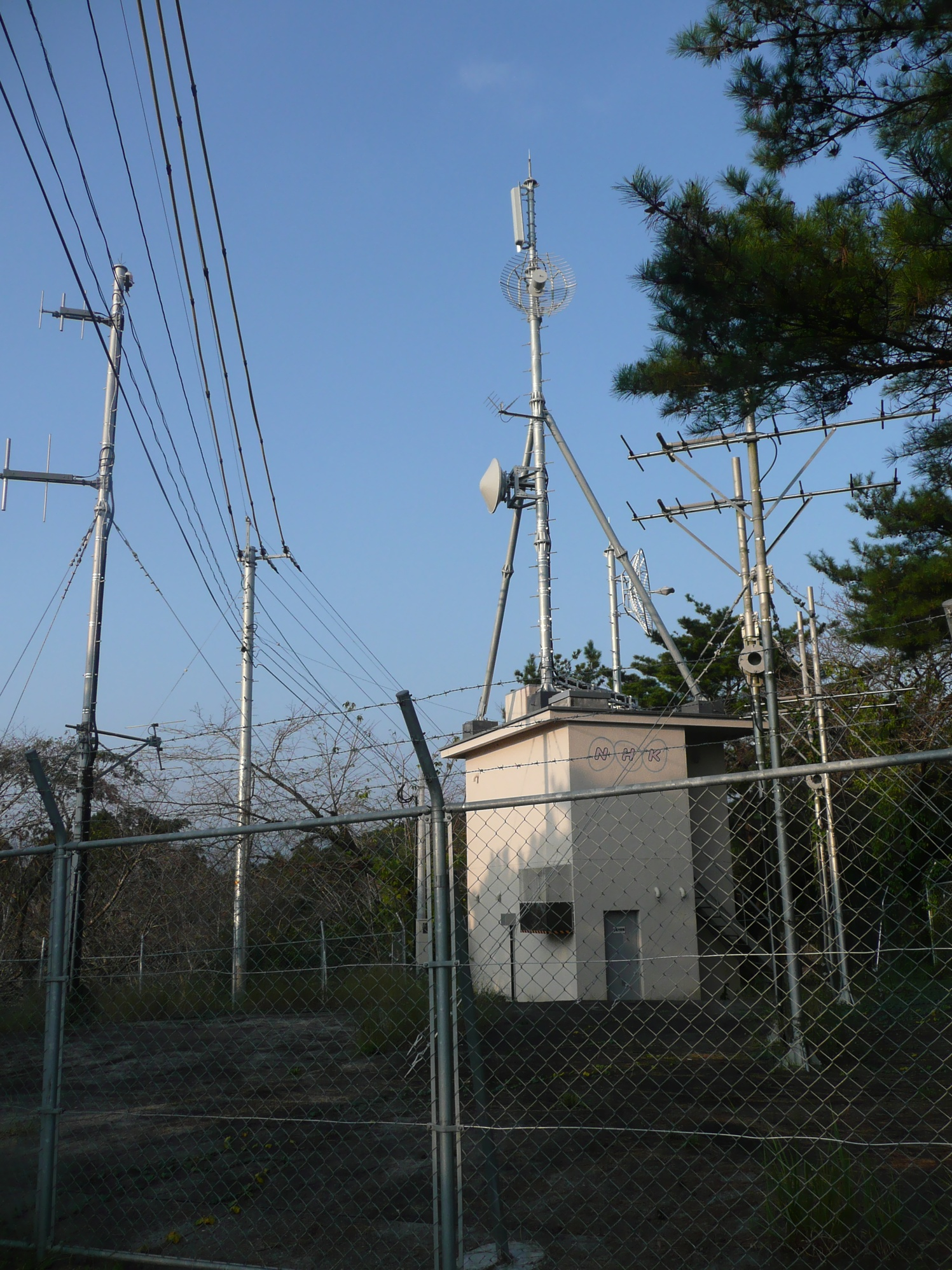
飯野中継局
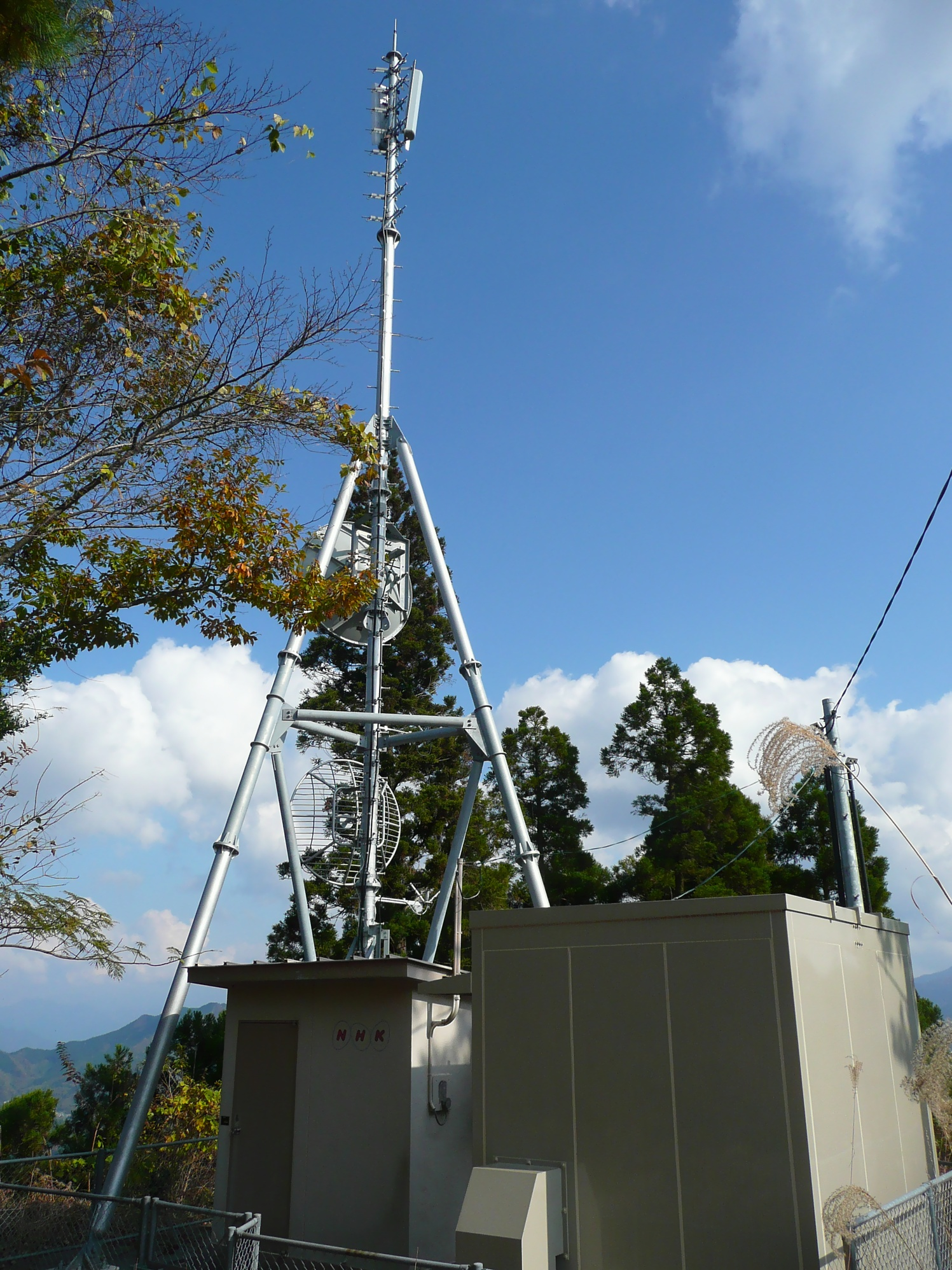
五ヶ瀬中継局

宮崎市田野町の鰐塚山デジタルテレビ放送所（宮崎親局）から放送電波を送信している。
総合テレビジョン
- コールサイン：JOMG-DTV

- リモコンキーID 【1】

- 物理チャンネル：14ch（親局）

- 空中線電力：1kW（親局）

教育テレビジョン（Eテレ）
- コールサイン： JOMC-DTV

- リモコンキーID 【2】

- 物理チャンネル：13ch（親局）

- 空中線電力：1kW（親局）

#### アナログ放送（2011年7月24日運用終了）
| 総合テレビジョン コールサイン： JOMG-TV - 宮崎 8ch 映像1kW／音声250W《親局》（鰐塚山） - 延岡 4ch 映像250W／音声62.5W - えびの 4ch 映像10W／音声2.5W - 高千穂 3ch 映像30W／音声7.5W | 教育テレビジョン コールサイン： JOMC-TV - 宮崎 12ch 映像1kW／音声250W《親局》（鰐塚山） - 延岡 2ch 映像250W／音声62.5W - えびの 3ch 映像10W／音声2.5W - 高千穂 12ch 映像30W／音声7.5W |

### ラジオ

#### ラジオ第1放送
コールサイン JOMG

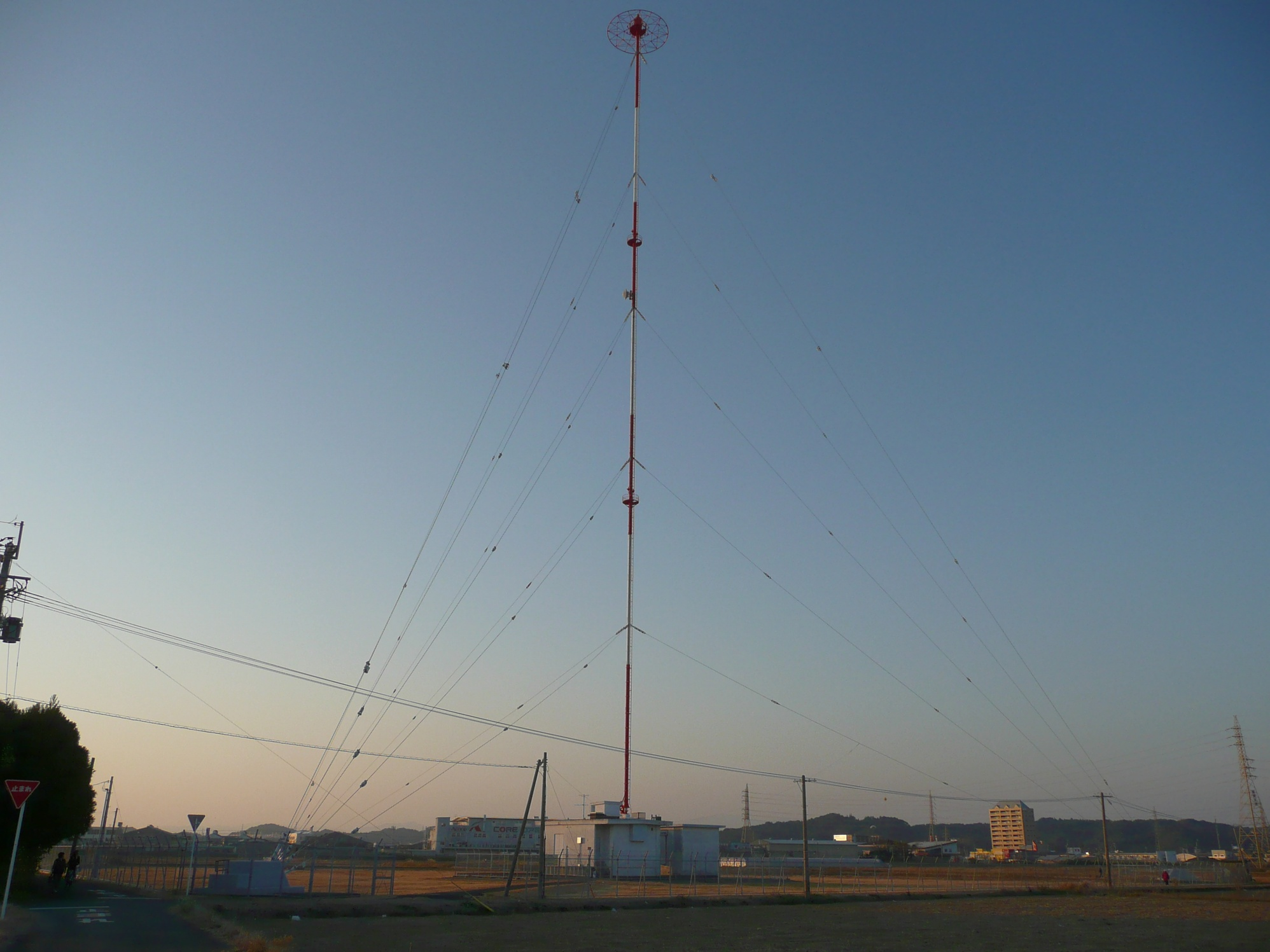
村角ラジオ放送所（ラジオ第1・第2）

- 宮崎 540kHz 5kW《親局》（宮崎ラジオ放送所）
- 都城 1161kHz 100W（都城ラジオ中継局）
- 延岡 621kHz 1kW（延岡ラジオ中継局）
- 延岡補完 93.0MHz 100W（FM波）
- 高千穂 1584kHz 100W
- 小林 1026kHz 100W（小林ラジオ中継局）
- 日南 1341kHz 100W
- 串間 1026kHz 100W
- 五ヶ瀬 78.2MHz 10W（FM波）

#### ラジオ第2放送
コールサイン JOMC
- 宮崎 1467kHz 1kW《親局》
- 都城 1359kHz 100W
- 延岡 1602kHz 1kW
- 高千穂 1359kHz 100W
- 小林 1539kHz 100W
- 日南 1602kHz 100W
- 串間 1512kHz 100W

#### FM放送
コールサイン JOMG-FM
- 宮崎 86.2MHz 500W《親局》（鰐塚山）
- 延岡 87.0MHz 100W
- 高千穂 88.1MHz 100W
- 日向西郷 85.8MHz 1W
- 東郷 84.0MHz 1W
- 入郷 85.2MHz 3W
- 椎葉 88.2MHz 10W
- 串間 85.2MHz 10W

## 宮崎放送局制作の主な番組
2024年4月1日以降。
総合テレビ
太字はNHKプラスの「ご当地プラス」において見逃し配信を実施している番組。
- いっちゃがラジオ（ラジオ第1放送、毎月最終金曜日）
- てげビビ!（平日 18:10 - 18:59）
- プラスみやざき（毎月第2金曜日 19:30 - 19:55、再放送毎月第2金曜日翌日の土曜 7:35 - 8:00）
- ニュース845宮崎（平日 20:45 - 21:00）
- てげビビ!サタデー（土曜日 18:45 - 18:59）
- てげビビ!サンデー（日曜日 18:45 - 18:59）
- みやざきスペシャル（不定期）

ラジオ第1放送
- 平日宮崎県向けのラジオニュース 11:50（FMサイマル）、12:15（FMサイマル）、13:55、18:50（FMサイマル）
  - 上記以外は、福岡から九州沖縄地方向けのラジオニュースを放送。

### 終了した主な番組
総合テレビ
- モーニングワイド宮崎
- 昼前ほっとみやざき（平日 11:45 - 12:00）
- いっちゃがスタジオ
- いっちゃがワイド（夕方5時台）
- いっちゃがTV
- みやざき640→みやざき630→イブニングネットワークみやざき→まるごと宮崎610→まるごと宮崎600
- ニュースまるごと宮崎
- みやざき645
- いっちゃがワイド（夕方6時台）
- くらしのチャンネルみやざき
- スポット情報みやざき
- みやざき情報ひろば
- いっちゃがゴールド
- ニュースWAVE宮崎（2008年3月31日 - 2015年3月27日、平日 18:10 - 19:00）
- NHKニュース イブニング宮崎（2015年3月30日 - 2022年4月1日、平日 18:10 - 19:00）
- NHKニュースおはよう宮崎（ - 2018年3月30日、平日 6:55 - 7:00、7:45 - 7:51）
- NHKニュース宮崎645（1988年4月9日 - 2018年4月1日、土曜日・日曜日・祝日 18:45 - 18:59、年末年始 18:50 - 19:00）

## アナウンサー・キャスター
- 氏名の後の*は、過去に宮崎局勤務経験があるアナウンサー。前任地が太字のアナウンサーはその局が初任地。

| 氏名           | 前任地                  | 担当番組                                                        | 備考                          |
| アナウンサー   | アナウンサー            | アナウンサー                                                    | アナウンサー                  |
| -------------- | ----------------------- | --------------------------------------------------------------- | ----------------------------- |
| 梶原典明       | 富山                    | アナウンスグループ統括 宮崎県のニュース                         |                               |
| 岡野暁*        | 東京アナウンス室        | てげビビ! （メインキャスター） 宮崎県のニュース                 | てげビビ!は金曜担当           |
| 堀井優太       | 甲府                    | てげビビ! （メインキャスター） 宮崎県のニュース                 | てげビビ!は月 - 木担当        |
| 福田裕大       | 札幌                    | 宮崎県のニュース ニュース845宮崎                                |                               |
| 池田陽香       | 福岡                    | 宮崎県のニュース ニュース845宮崎                                |                               |
| 熊谷秀人       | 初任地                  | 宮崎県のニュース ニュース845宮崎                                |                               |
| 契約キャスター |                         |                                                                 |                               |
| 上田詩織       | 沖縄 （契約キャスター） | てげビビ! （月 - 木キャスター・隔週） 宮崎県のニュース （日曜） |                               |
| 辻本彩乃       | 福岡 （契約キャスター） | てげビビ! （月 - 木キャスター・隔週） 宮崎県のニュース （日曜） | 宮崎市出身                    |
| 根井美映       |                         | てげビビ! （月 - 木：生活情報） （金曜キャスター）              | 宮崎市出身                    |
| 気象予報士     |                         |                                                                 |                               |
| 大平真理子     |                         | てげビビ! （気象キャスター）                                    | 日南市出身 ウェザーマップ所属 |

## 備考
- NHK宮崎放送局のマスコットキャラクターとしてファイト君を採用している。
- 九州・沖縄ブロックのNHK放送局の中では最初に、動画ニュースの配信を開始している。
- 2020年4月の新型コロナウイルス緊急事態宣言発令時には、宮崎放送・テレビ宮崎との3局合同で「コロナに負けない!みやざきとともに」と題した新型コロナ対策啓発キャンペーンを展開。各局の夕方のローカルニュース番組に出演する女性キャスター[注 2]が登場するキャンペーンスポットを制作し、3局で放送している。